# Aphanistes carinifrons
Aphanistes carinifrons är en stekelart som först beskrevs av Cameron 1899.  Aphanistes carinifrons ingår i släktet Aphanistes och familjen brokparasitsteklar. Inga underarter finns listade i Catalogue of Life.